# Photo-drame de la Création
Pour plus de détails, voir Fiche technique et Distribution.
Le Photo-drame de la Création (The Photo-Drama of Creation) était une présentation comprenant des images fixes et animées synchronisées avec des enregistrements musicaux et des discours diffusés à l'aide de phonographes, produite par la Société Watchtower, l'entité légale utilisée aujourd'hui encore par les Témoins de Jéhovah. Il a commencé à être utilisé en 1914 et, avant la fin de cette année-là, plus de 9 000 000 de personnes en Amérique du Nord, en Europe et Australie avaient assisté à cette projection,. L'objectif affiché du Photo-Drame était d' « attire[r] (...) les foules et [de faire] connaître l’Évangile, afin que le public soit ramené à la foi en Dieu »,.

## Description et aspects techniques
Charles Taze Russell, le fondateur de la Société Watchtower, a estimé que les films étaient un excellent moyen d'atteindre un grand nombre de personnes. En 1912, il a commencé à préparer le Photo-drame de la Création. Celui-ci était une production d'une durée d'environ huit heures, comprenant des diapositives photographiques et des films, avec couleurs et son. Conçu pour se dérouler en quatre parties, le Photo-drame emmenait les spectateurs depuis la création, telle qu'elle est présentée dans la Bible, à travers l'histoire humaine, jusqu'à la fin du règne millénaire de Jésus Christ, selon la vision que les auteurs bibliques en donnent et selon la compréhension du mouvement des Étudiants de la Bible (nom des Témoins de Jéhovah avant 1931).
En janvier 1914, à l'époque du cinéma muet, une assistance de 5 000 personnes s'est réunie dans le Temple, un immeuble situé dans la 63e rue Ouest, à New York, pour assister à la première projection du Photo-drame de la Création. Certains n'ont pas réussi à entrer, faute de place. Devant l'assistance, il y avait un énorme écran de cinéma. Au fur et à mesure de la projection, les personnes pouvaient voir Russell, alors âgé d'un peu plus de 60 ans, apparaître à l'écran et ses lèvres commencer à bouger, et entendre les mots suivants :
« Le Photo-drame de la Création est présenté par l'A.I.E.B., l'Association Internationale des Étudiants de la Bible. »
Les diapositives et le film étaient synchronisés avec des disques phonographiques de discours et avec de la musique. À l'époque, plusieurs expériences des films en couleurs et avec son avaient été réalisés, mais sans toutefois rencontré de succès commercial. C'est en 1922 qu'est paru le premier film de long métrage entièrement en couleurs, et le public a dû généralement attendre 1927 pour assister à un film où le dialogue et la musique soient combinés. Néanmoins, le Photo-drame de la Création incluait déjà la couleur, le mot parlé et la musique. Ainsi, cette projection constituait à l'époque une entreprise avancée sur son temps, et de nombreuses personnes le visionnèrent gratuitement. En Europe, en six mois, plus de 1 226 000 personnes ont assisté à sa projection dans 98 villes de Grande-Bretagne. En Allemagne, en Suisse, dans les pays Scandinavie et dans Pacifique Sud, le film a également été diffusé. La moyenne journalière de spectateurs a tourné autour de 35 000. Pour l'occasion, les Étudiants de la Bible louaient des salles publiques.
Environ 300 000 $ ont été dépensés par la Société Watchtower dans la production du Photo-drame. 
Des enregistrements musicaux sélectionnés ainsi que 96 discours phonographiques ont été préparés. Des diapositives ont été réalisées, illustrant l'Histoire du monde, et des centaines de nouveaux tableaux et croquis ont été par la suite rajoutés. Tous les diapositives et films en couleurs ont dû être peints à la main, et une partie de ce travail a été fait dans la Salle de dessin de la Société Watchtower elle-même. Au moins vingt ensembles de quatre parties ont été réalisés, rendant ainsi possible la projection d'une partie du Photo-drame dans quatre-vingts villes simultanément.
Dans le début des années 1920, les films du Photo-drame de la Création étaient presque usés. Néanmoins, la Société Watchtower a réussi à acheter des films bibliques de plusieurs sociétés commerciales et, après les avoir révisés (elle a enlevé certaines parties considérées impropres, et en a ajouté autres), elle a réussi à les projeter. Ainsi, des films entièrement nouveaux ont été ajoutés. En plus de cela, des diapositives qui avaient été projetées ont également été remplacées par de nouvelles gravures prises à partir du livre Création et d'autres publications éditées par la Société Watchtower, ou par les diapositives obtenues dans le marché public. Comme il n'y avait pas de photographie en couleurs à cette époque, il a fallu retoucher avec des couleurs les photos en noir et blanc.

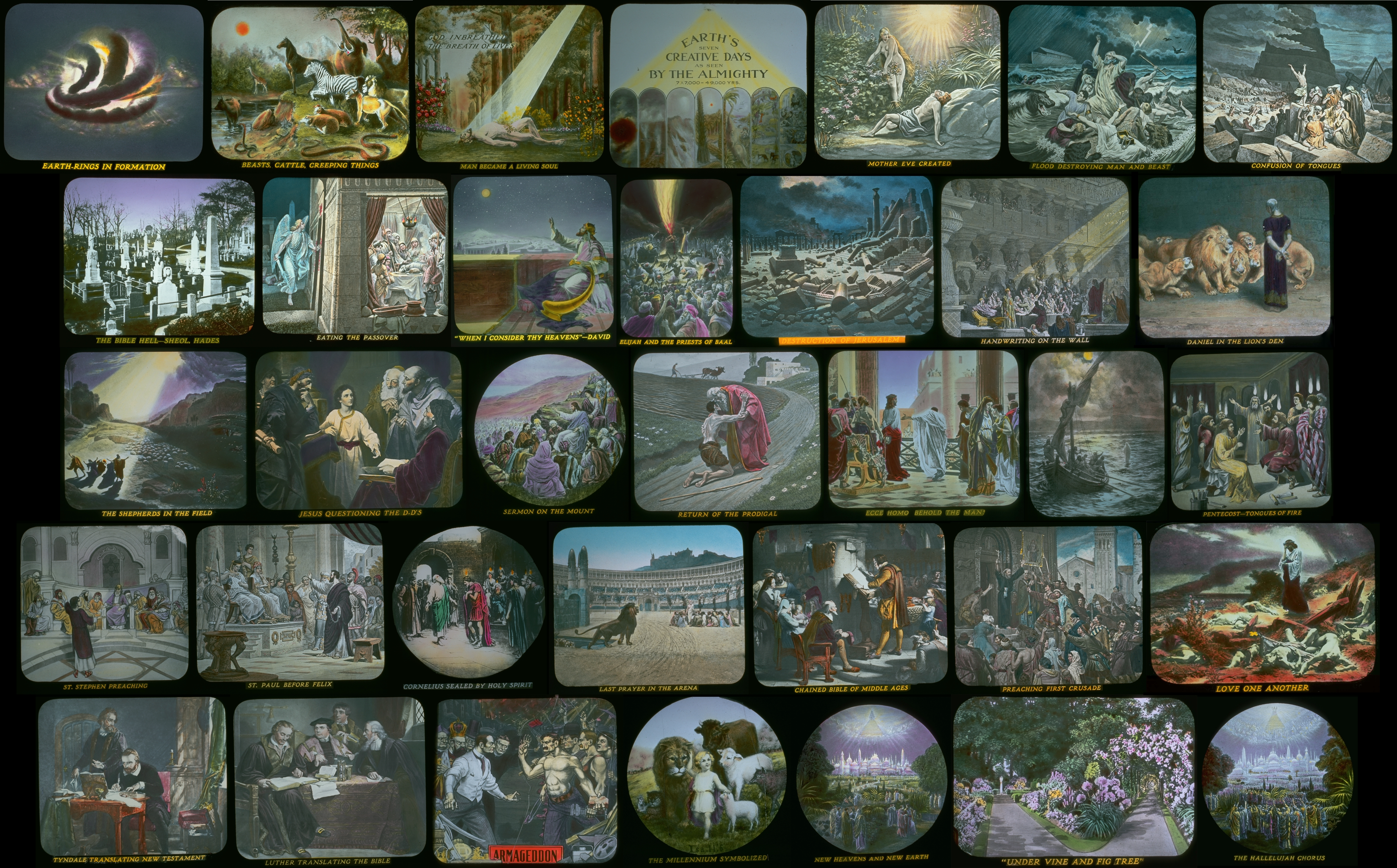

## L'Eurêka-drame
Huit mois après la première présentation du Photo-drame de la Création, la Société Watchtower a lancé une autre version, appelée l'Eurêka-drame. Tandis que le Photo-drame continuait à être projeté dans les grandes villes, l' Eurêka-drame, bien que ne proposant pas de films, présentait le même message de base et fut projeté dans des régions moins peuplées. Cette version étant plus raccourcie, la boîte des disques phonographiques pesait seulement 14 kilos, sans compter le phonographe, ce qui malgré tout le rendait plus facile à porter et facile à manier.